# Podul Tăbăcarilor din Tirana

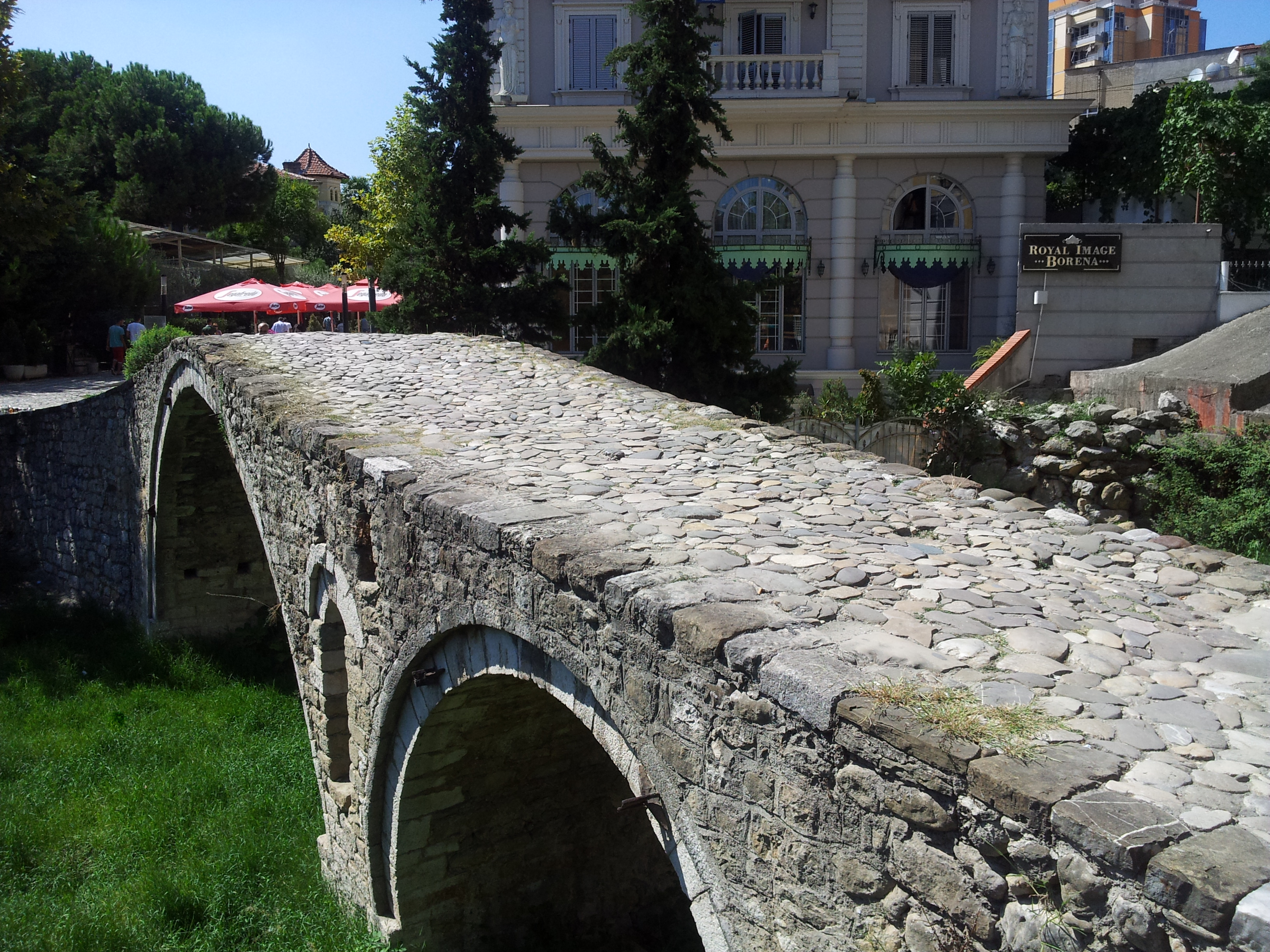
Podul Tăbăcarilor

Podul Tăbăcarilor (în albaneză Ura e Tabakëve) este un pod pietonal de piatră din epoca otomană, care a fost construit în secolul al XVIII-lea în orașul Tirana (astăzi capitala Albaniei). Podul traversa pârâul Lanë în apropierea zonei în care se aflau prăvăliile măcelarilor și atelierele tăbăcarilor, precum și a Moscheii Tăbăcarilor. El era mai demult o parte componentă a Drumului Sfântului Gheorghe care făcea legătura între Tirana și ținuturile muntoase dinspre est. Pe acest drum erau aduse în oraș animalele și produsele agricole. Podul și-a pierdut importanța și a început să se deterioreze în anii 1930 atunci când cursul pârâului Lanë a fost deviat. În anii 1990 podul a fost restaurat pentru a fi folosit de pietoni.

## Istoric
Podul Tăbăcarilor se afla pe drumul care făcea legătura între orașele Tirana și Debar prin comuna Shëngjergj, care a fost cunoscut și sub numele de Drumul Shëngjergj (în albaneză Rruga e Shëngjergjit). Drumul spre Debar trecea prin localitățile Priskë e Madhe, Qafe Priskë, Domje și Shëngjergj și apoi continua mai departe prin Bizë, Martanesh și Zerqan până la Debar. Această cale rutieră făcea legătura între orașul Tirana și regiunile muntoase din ținuturile estice și era folosită mai ales de fermieri pentru a aduce animale și produse agricole în oraș. Profesia de măcelar era practicată doar de anumite familii precum familiile Xheleti sau Kuka. Măcelarii erau numiți tabakë în limba albaneză, ceea ce înseamna că profesia lor includea atât tăierea animalelor, cât și tăbăcirea pieilor. Porțiunea de drum din interiorul orașului, o piață și, de asemenea, podul au purtat numele Rruga e Tabakëve (în română Drumul Tăbăcarilor).
Podul a traversat pârâul Lanë de pe un mal pe celălalt până în anii 1930. În acei ani cursul pârâului Lanë a fost deviat pe un alt traseu.
În anii 1990 podul a fost curățat și restaurat complet, iar acum este folosit doar de pietoni. În 2007 unul dintre inginerii care au lucrat la proiectul „Etnografia în mișcare” a declarat Agenției Albaneze de Știri (în albaneză Agjencia Telegrafike Shqiptare) că lucrările de consolidare a infrastructurii subterane a podului au fost finalizate. În timpul lucrărilor de restaurare, fundațiile podului au fost dezvelite și a fost recreat un iaz artificial de ambele părți ale podului. În plus, bolovanii originali ai podului au fost curățați. Proiectele municipalității prevăd o punere în valoare a acestei zone istorice, inclusiv construcția unei piețe agroalimentare subterane. Primăria intenționează ca întreaga zonă să fie utilizată doar de pietoni. Această zonă pietonală ar urma să se întindă de la Podul Tăbăcarilor până în piața unde a fost înălțat pentru prima dată steagul Albaniei la 26 noiembrie 1912.
Podul este considerat acum de către primăria orașului Tirana ca unul dintre cele mai importante monumente de patrimoniu cultural ale orașului. El reprezintă o mărturie a dezvoltării urbane a Tiranei în secolul al XVIII-lea și, în același timp, un exemplu al măiestriei inginerești în construcția de poduri din zona Tiranei.

## Legături externe
- Imagini ale Podului Tăbăcarilor Arhivat în 3 martie 2016, la Wayback Machine.